# Mano Menezes
Luiz Antônio Venker Menezes (Rio Pardo, 11 de junho de 1962), mais conhecido como Mano Menezes, é um treinador e ex-futebolista brasileiro que atuava como zagueiro. Atualmente comanda o Grêmio.

## Carreira como jogador
Descendente de alemães, jogou apenas em clubes amadores e não se profissionalizou como jogador. Cursou educação física e se tornou técnico paralelamente à sua carreira amadora.
Começou sua carreira no futebol como atacante, no clube gaúcho do Rosário, administrado pelo seu pai. Logo, recuou-se para o meio-campo, depois virou volante e por fim se estabeleceu na zaga.
Depois do clube de Rosário, jogou por pouco tempo no Fluminense de Mato Leitão.
Logo, despertou interesse no Guarani-VA, e foi contratado entre o final da década de 1970 e o início da década de 1980. Seu principal momento pelo Guarani foi na disputa por pênaltis na decisão do Campeonato Amador de 1988. Capitão do time, foi o responsável pela última cobrança, convertida. O título garantiu a vaga do Guarani para disputar a segunda divisão do Campeonato Gaúcho.
Logo, iniciou o curso de educação física na Universidade de Santa Cruz do Sul (UNISC). Jogando pelo Guarani, paralelamente iniciava a carreira de treinador, em 1986 no SESI do Rio Grande do Sul.

## Carreira como treinador

### Início
Após nove anos como Profissional de Educação Física no setor social do SESI, foi convidado a ser o treinador das categoriais de base do próprio Guarani-VA, onde jogara amadoramente, clube que se profissionalizou. Em 1997, ano em que fizera estágio no Cruzeiro com Paulo Autuori (ano em que o Cruzeiro conquistou o bicampeonato da Copa Libertadores da América) assumiu pela primeira vez o time adulto do Guarani. A despeito da boa relação pessoal com diretores datada dos tempos de jogador da equipe de Venâncio Aires, terminou demitido após o time escapar de uma das vagas de acesso no estadual.
Menezes depois treinou a base do Caxias e do Internacional, regressando mais uma vez ao Guarani-VA em 2002. Mas uma derrota de 4 a 1 para o Juventude ocasionou sua demissão ainda antes do fim do estadual. O treinador seguiu então ao Brasil de Pelotas e posteriormente ao Iraty antes de uma terceira passagem como técnico do Guarani-VA, já em 2003. Acabou despedido após sugerir ele próprio a dispensa de quatro atletas, buscando reação a uma fase ruim. Apesar dos infortúnios, em 2009 havia bom humor ao recordar da amizade que mantinha com um diretor presente nas três demissões, cumprimentando-o em telefonemas como "diretor que me demitiu três vezes".
Em 2004, Mano ganhou notoriedade por sua boa campanha na Copa do Brasil, no comando do 15 de Novembro, chegando à semifinal e obtendo o terceiro lugar.

### Caxias
De 2004 a 2005, treinou o Caxias.

### Grêmio
Em abril de 2005, Mano Menezes foi contratado pelo Grêmio para ser o responsável por trazer o clube gaúcho novamente à Série A do Campeonato Brasileiro, pois o clube havia sido rebaixado no ano anterior. Em um dos primeiros jogos treinando a equipe do Grêmio, a equipe perdeu por 4 a 0 para o Anapolina.
A meta foi cumprida e além de levar o tricolor gaúcho de volta à elite do futebol brasileiro, Mano conquistou o título de Campeão da Série B daquele ano em uma partida que ficou conhecida como "A Batalha dos Aflitos" devido aos acontecimentos que se desenrolaram ao longo da partida e ao fato desta ter sido realizada no Estádio dos Aflitos, estádio do Náutico, em Recife. Este episódio posteriormente virou um filme: Inacreditável - A Batalha dos Aflitos, lançado em 2006. Naquela histórica partida, o Grêmio teve quatro jogadores expulsos e dois pênaltis contra a sua meta; ambos perdidos pelo Náutico. O meia Anderson marcou o gol que garantiu o retorno do tricolor à Série A. No ano seguinte, Mano levou o Grêmio ao título do Campeonato Gaúcho com vitória sobre o arquirrival Internacional, título que o tricolor não conquistava desde 2001.
Ainda em 2006, classificou o Grêmio em terceiro lugar no Campeonato Brasileiro, obtendo assim, uma vaga para disputar a Copa Libertadores da América no ano de 2007. Em 2007, foi bicampeão gaúcho fazendo uma campanha brilhante. Na Copa Libertadores da América daquele ano, eliminou dois clubes paulistas, o São Paulo, nas oitavas-de-final, e o Santos, na semifinal, chegando à final e perdendo para o argentino Boca Juniors.
Mano Menezes deixou o Grêmio no final de 2007. Após 169 jogos, obteve 89 vitórias, 35 empates e 45 derrotas, o que representa um aproveitamento de 59,56%. Foram 302 pontos conquistados de um total de 507. No dia 28 de novembro de 2007, oficializou o final de seu vínculo com o Grêmio ao deixar de renovar seu contrato, dirigindo a equipe até 2 de dezembro de 2007, no último jogo do Campeonato Brasileiro.

### Corinthians

#### 2008
Foi contratado pelo Corinthians no final de 2007. Mano chegou com a missão de levantar o clube que, com o rebaixamento para a Série B, entrou na crise mais grave de toda a sua história. Sua estreia pelo clube foi em uma vitória por 3 a 0 contra o Guarani no Pacaembu. Em 2008, disputando a Copa do Brasil, conseguiu levar a equipe paulista à final contra o Sport e ficou com o vice-campeonato após ser derrotado (venceu em casa por 3–1 e perdeu fora de casa 2–0, sendo derrotado pelo critério do gol fora de casa). Após a derrota na Copa do Brasil, o Corinthians desviou todas as suas atenções novamente à Série B. No dia 8 de novembro de 2008, levou o time, em uma bela campanha, com apenas três derrotas, ao título da Série B.

#### 2009

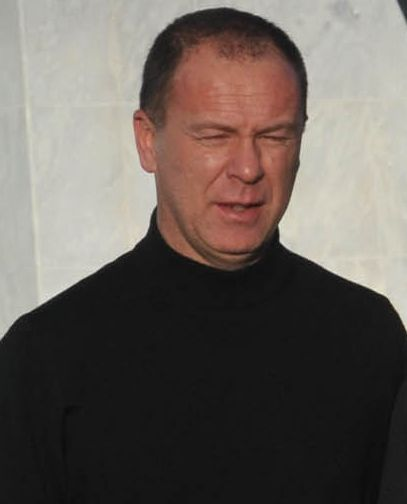
Mano Menezes em 2009.

No ano seguinte, no dia 3 de maio, levou o Corinthians ao título do Campeonato Paulista, sendo campeão invicto. Em 1 de julho, sagrou-se campeão da Copa do Brasil contra o Internacional, disputando o segundo jogo da final na casa do adversário, e fazendo a festa no Rio Grande do Sul. Com isso, conseguiu a vaga para a Copa Libertadores da América de 2010. Foi considerado pela revista Época um dos 100 brasileiros mais influentes do ano de 2009.

#### 2010
Em 2010, o Corinthians vira todas as suas atenções para a Libertadores. No Campeonato Paulista, o clube foi desclassificado por apenas dois pontos para o quarto colocado. Na Libertadores, maior objetivo da equipe no ano de seu centenário, a equipe comandada por Mano fez uma brilhante primeira fase, sem nenhuma derrota. Nas oitavas-de-final, a equipe foi desclassificada pelo Flamengo, saindo "prematuramente" da competição. No dia 25 de junho, Mano Menezes entrou para a história do Corinthians conquistando a centésima vitória no comando da equipe. O triunfo aconteceu num jogo contra o Iraty, válido pelo Torneio Cidade de Londrina. O único gol da partida foi marcado por Jorge Henrique. Sua última partida na primeira passagem pelo clube foi em uma vitória de 3 a 1 sobre o Guarani no Pacaembu, válida pelo Campeonato Brasileiro. Mano deixou o Corinthians depois de dois anos marcados por uma passagem vitoriosa pelo clube, com três títulos e um aproveitamento de 64,4%.

### Flamengo
Em junho de 2013, foi anunciado pelo Flamengo. Fez 22 jogos no comando do clube, mas não conseguiu uma sequência de bons resultados no Campeonato Brasileiro. Após desavenças com posturas da diretoria (que havia definido, sem o consentimento do treinador, a quais emissoras e repórteres ele poderia dar entrevistas, o que não foi bem recebido por Mano), e também com alguns jogadores (que haviam comemorado além da conta uma vitória), Mano entregou o time na briga contra o rebaixamento. No dia 19 de setembro de 2013, pediu demissão do Flamengo após a derrota por 4–2 para o Atlético Paranaense, no Maracanã.

### Retorno ao Corinthians
No dia 11 de dezembro de 2013, o Corinthians anunciou a contratação de Mano Menezes para a temporada de 2014, com a missão de suceder o técnico Tite. Chegou ao Timão após o clube não ter ido bem no Brasileirão de 2013, ficando no meio da tabela, e logo teve um árduo trabalho pela frente: reconstruir a equipe que havia entrado em um desgaste após as conquistas recentes. Sua reestreia pelo clube foi no dia 19 de Janeiro de 2014 pelo Campeonato Paulista que terminou em uma vitória de 2 a 1 sobre a Portuguesa no Canindé. Passou todo o primeiro semestre renovando o elenco e se livrando de jogadores como Paulo André, Diego Macedo, Emerson Sheik, Douglas, Edenilson, Ibson, etc. Pelo Campeonato Paulista de 2014, a equipe não foi bem e não passou da primeira fase.
Mas, pelo Campeonato Brasileiro de 2014, o time se encaixou e começou bem no Brasileirão. Após a Copa do Mundo de 2014, vieram importantes reforços, como Elias (que já havia sido contratado do Sporting, mas não liberado a jogar pois a janela europeia ainda não estava aberta), Petros e Ángel Romero. Os três rapidamente se tornaram titulares e peças importantes no esquema tático de Mano. Não teve o seu contrato renovado em dezembro de 2014, sendo sucedido justamente por seu antecessor no cargo, Tite. Sua última partida pelo clube foi no dia 6 de Dezembro de 2012 em uma vitória de 2 a 1 contra o Criciúma na Neo Química Arena pelo Campeonato Brasileiro de 2014.

### Cruzeiro
Após passar um período estudando, Mano retornou aos campos em 6 de setembro de 2015, quando estreou pelo Cruzeiro vencendo o Figueirense por 5–1. Terminou o Campeonato Brasileiro na oitava posição, tendo feito, junto com o Corinthians, a melhor campanha do segundo turno. Deixou o comando da equipe no dia 6 de dezembro rumo ao Shandong Luneng, da China, que lhe havia feito uma proposta milionária para tê-lo como treinador.

### Shandong Luneng
O clube chinês Shandong Luneng pagou a multa rescisória do contrato de Mano com o Cruzeiro e o contratou logo após o Campeonato Brasileiro de 2015 por duas temporadas. No dia 7 de junho de 2016, foi demitido. No futebol chinês, apesar das muitas dificuldades de adaptação, Mano levou o clube às quartas-de-final da Liga dos Campeões da Ásia, feito inédito na história do clube. 

### Retorno ao Cruzeiro

#### 2016
O treinador acertou seu retorno ao Cruzeiro no dia 26 de julho de 2016. Reestreou com uma derrota diante do Santos, jogo válido pela 17 rodada do Campeonato Brasileiro, competição em que levou o clube à 12ª colocação.

#### 2017
Em 2017, iniciou a temporada com uma série de mais de 20 jogos invictos, porém caiu de produção, perdendo a final do Campeonato Mineiro, tendo um início irregular no Campeonato Brasileiro e sendo eliminado precocemente ainda na primeira fase da Copa Sul-Americana. No dia 30 de agosto, Mano Menezes completou 100 jogos pelo Cruzeiro na vitória por 2–0 contra o Grêmio, pela Primeira Liga, no Mineirão, chegando à sua 50ª vitória pelo Cruzeiro. Em 27 de setembro, o Cruzeiro, treinado por Mano Menezes, conquistou seu quinto título da Copa do Brasil. Após o empate no tempo normal por 0–0, o time celeste superou o Flamengo nos pênaltis por 5–3. Esse foi o segundo título de Mano Menezes na competição nacional. No dia 20 de outubro, foi anunciada a renovação de seu contrato por mais duas temporadas, até o final de 2019.

#### 2018
Em 8 de abril, na vitória por 2–0 sobre o Atlético Mineiro, na qual o Cruzeiro sagrou-se campeão do Campeonato Mineiro, Mano Menezes chegou ao jogo 137 no comando cruzeirense, alcançando o top 10 dos treinadores com mais partidas na Raposa. No dia 30 de maio, na vitória por 1–0 sobre o Palmeiras, Mano Menezes atingiu a marca de 150 jogos pelo Cruzeiro. Em 25 de agosto, na vitória por 2–1 sobre o Fluminense, Mano Menezes completou 169 jogos pelo Cruzeiro e se tornou o nono técnico que mais dirigiu o clube celeste na história.
No dia 29 de agosto, na derrota por 1–0 para o Flamengo — partida que classificou o Cruzeiro para as quartas-de-final da Copa Libertadores da América — o treinador venceu o seu 15º duelo mata-mata no comando celeste e completou 170 jogos pelo Cruzeiro, se tornando o oitavo técnico que mais vezes treinou o clube mineiro na história. Conquistou o hexa da Copa do Brasil com o Cruzeiro no dia 17 de outubro, após a vitória por 2–1 em Itaquera, sobre o Corinthians. Esse foi o terceiro título de Mano Menezes na competição nacional, e o segundo consecutivo no comando do clube mineiro.

#### 2019
No dia 20 de abril, o Cruzeiro empatou em 1–1 com o Atlético Mineiro, conquistando assim o bicampeonato seguido do Mineiro, somando o 38º título da história do clube e a 4ª conquista de títulos do treinador no clube (duas Copas do Brasil e dois Campeonatos Mineiros). Já no dia 27 de abril, no jogo Flamengo 3–1 Cruzeiro, pela 1ª rodada do Brasileirão, tornou-se o primeiro treinador a receber cartão amarelo na história da competição. Em 7 de agosto, após uma derrota por 0–1 para o Internacional, pela Copa do Brasil, anunciou sua saída do time celeste.

### Palmeiras
No dia 3 de setembro de 2019, acertou com o Palmeiras até o fim de 2021, substituindo Luiz Felipe Scolari. Foi demitido no dia 1 de dezembro, após uma derrota para o Flamengo. O treinador comandou o time em 20 jogos: foram 11 vitórias, quatro derrotas e cinco empates.

### Bahia
Acertou com o Bahia no dia 8 de setembro de 2020, assinando até o fim de 2021 e substituindo o técnico interino Cláudio Mendes Prates. Foi demitido no dia 20 de dezembro de 2020, logo após a derrota para o Flamengo por 4–3, que deixou o clube na 16ª posição do Campeonato Brasileiro.

### Al-Nassr
Em 9 de abril de 2021, foi anunciado como novo técnico do Al-Nassr.

### Internacional
Em 20 de abril de 2022, foi anunciado como novo técnico do Internacional, após demissão do uruguaio Alexander Medina, assinando contrato até o fim do ano. Estreou com vitória, por 1–0, diante do Fluminense no Maracanã. Foi demitido em 17 de julho de 2023, após sequência de resultados ruins e muitas críticas por parte da torcida.

### Corinthians (terceira passagem)
Em 28 de setembro de 2023, retornou ao Corinthians para a sua terceira passagem para suceder o técnico Vanderlei Luxemburgo que havia sido demitido, com contrato até 2025. Foi apresentado no dia seguinte (29), no CT Joaquim Grava. Em 03 de outubro, fez a sua reestreia pelo Corinthians, na derrota por 2–0 contra o Fortaleza, na Arena Castelão, pela Copa Sul-Americana 2023. O time alvinegro foi eliminado da competição. Após ser eliminado da Copa Sul-Americana, entrou em uma busca constante com o clube contra o rebaixamento no Campeonato Brasileiro 2023.
Após o clube entrar em um sério risco de ser rebaixado, Mano Menezes conseguiu livrar o clube matematicamente do rebaixamento apenas na vitória por 4–2 contra o Vasco da Gama pelo 37ª rodada do Campeonato Brasileiro 2023. No início de 2024, o Corinthians teve um péssimo início de Campeonato Paulista 2024 com quatro derrotas e apenas uma vitória, entrando na zona de rebaixamento. Em 5 de fevereiro de 2024, foi demitido do clube paulista um dia depois da derrota por 3–1 para o Novorizontino, pelo Campeonato Paulista 2024.

### Fluminense
Em 1 de julho de 2024, o treinador acertou com o Fluminense com o objetivo de tirar o clube da zona de rebaixamento do Campeonato Brasileiro. A equipe tricolor começou muito mal na competição nacional, assumindo a última colocação na 10ª rodada da competição. Duas rodadas depois com os maus resultados, o treinador Fernando Diniz foi demitido, sendo sucedido pelo interino Marcão, porém o mesmo também não conseguiu bons resultados em duas partidas, continuando na última colocação. Por isso, Mano Menezes foi o escolhido pela diretoria para assinar com o clube.
Contratado pelo Tricolor das Laranjeiras, Mano admitiu que faria mudanças na equipe. Assume o clube na 14ª rodada do Campeonato Brasileiro, com o clube tendo somado apenas 6 pontos e na lanterna da competição nacional, além das outras competições como Copa Libertadores da América e Copa do Brasil.
Em sua estreia, o elenco comandado por Mano empatou com o Internacional pelo placar de 1–1 no Maracanã, válido pela 14ª rodada do Brasileirão. Contudo, a primeira vitória no comando tricolor aconteceu apenas em seu 4º jogo a frente da equipe, vencendo o Cuiabá pelo placar de 1–0 na Arena Pantanal. Nas rodadas seguintes, o clube ganhou do Palmeiras, Bragantino e Bahia, todas pelo placar de 1–0, engatando quatro vitórias consecutivas no Campeonato Brasileiro. Na coletiva de imprensa, o treinador ressaltou que se fosse projetado uma sequência de vitórias para a mídia esportiva, todos iriam rir, já que o clube se encontrava numa péssima situação e muitos já declaravam como sem solução.
A sequência de vitórias foi encerrada na derrota por 2–0 no clássico contra o Vasco da Gama, com muita reclamação por parte do treinador e diretoria devido a polêmica no primeiro gol da equipe adversária. Após o revés, a equipe continuou sua campanha, porém na 27ª rodada, após perder o clássico contra o Botafogo nos últimos minutos do jogo, o clube voltou a zona de rebaixamento, ocupando a 18ª colocação. Na rodada seguinte, após o clube perder para o Atlético Goianense, emplacando a terceira derrota consecutiva na competição e já tendo sido eliminado da Copa do Brasil e Libertadores, para o Juventude e o Atlético Mineiro, respectivamente, foi cogitado sua demissão, mas após uma reunião entre a diretoria do Fluminense, foi decidido a permanência do técnico, confiando em seu trabalho para a permanência no Brasileirão.
No empate contra o Grêmio, válido pela 32ª rodada, houve um desentendimento entre o treinador e o lateral Marcelo, ídolo do clube, durante uma substituição que o atleta entraria em campo no final do jogo, quando a equipe carioca vencia por 2 a 1. O treinador relatou que "ouviu algo que não gostou", por conta disso mandou o atleta voltar e colocou John Kennedy em seu lugar. Como a relação dos dois não era boa, no dia seguinte o atleta rescindiu o contrato em comum acordo.
Após o empate, o clube oscilou com alguns empates e derrotas, porém na penúltima rodada, venceu o Cuiabá por 1 a 0, no Maracanã, e foi para a última rodada com reais chances de permanecer na elite, dependendo apenas de um empate ou uma vitória. Na última rodada, além do Fluminense, três clubes ainda brigavam contra o descenso: Athletico Paranaense, Atlético Mineiro e Bragantino. O último adversário no Brasileirão foi o Palmeiras, que brigava com o então líder Botafogo pelo título brasileiro. No Allianz Parque, a equipe comandada por Mano venceu os paulistas por 1 a 0 com gol de Kevin Serna, garantindo a permanência do clube na Série A e terminando a competição na 13ª colocação com 46 pontos, além de classificá-lo para a Copa Sul-Americana. Desde sua chegada, o clube somou 40 pontos, o que foi essencial para a permanência.
Em 16 de dezembro de 2024, foi anunciado em uma coletiva pelo presidente Mario Bittencourt, que o seu contrato foi renovado até dezembro de 2025.
No dia 30 de março de 2025, o Fluminense anunciou em suas redes sociais a demissão de Mano Menezes após a derrota para o Fortaleza fora de casa por 2 a 0 pela primeira rodada do Brasileirão 2025.
Pelo Tricolor das Laranjeiras, foram 47 jogos, 20 vitórias, 14 empates e 13 derrotas.[carece de fontes?]

### Retorno ao Grêmio
No feriado de Tiradentes, em 21 de abril de 2025, Mano Menezes foi anunciado como novo técnico do Grêmio, marcando seu retorno ao clube após exatos 20 anos do seu primeiro anúncio. Reestreou pelo clube gaúcho na terceira rodada da fase de grupos da Copa Sul-Americana, com um empate em 2 a 2 contra o Godoy Cruz, da Argentina.
No dia 16 de maio de 2025, os filhos do genro de Mano Menezes sofreram um acidente de carro na BR-293, próximo a Santana do Livramento, no Rio Grande do Sul. Segundo informações da Polícia Rodoviária Federal (PRF), o veículo, modelo Honda CRV, saiu da pista e capotou no km 303. De acordo com informações do Corpo de Bombeiros, haviam cinco pessoas no carro. Quando as equipes chegaram ao local, encontraram três vítimas presas nas ferragens, sendo que os dois em óbitos eram filhos de seu genro. A terceira vítima foi socorrida pelos bombeiros e os outros dois homens foram socorridos pela equipe do SAMU e hospitalizados na UTI, sendo que um veio a falecer no hospital. A diretoria do Grêmio declarou luto e dispensou o treinador do confronto contra o São Paulo, partida que aconteceu no dia seguinte, válido pelo Campeonato Brasileiro.

## Seleção Brasileira

### Contratação
Em 23 de julho de 2010, após a eliminação da Seleção Brasileira nas quartas-de-final da Copa do Mundo e, consequentemente, a demissão do então técnico Dunga, Mano Menezes foi convidado a assumir o comando da Seleção. Sua primeira partida à frente do Brasil foi na vitória por 2–0 em um amistoso contra os Estados Unidos, no MetLife Stadium. Para essa partida, Mano convocou várias caras novas, inclusive os tão pedidos Neymar e Paulo Henrique Ganso, que não foram para a Copa do Mundo. Os gols foram marcados por Neymar (aos 27', foi o primeiro dele pela seleção e conseguiu marcar ainda em sua estreia) e por Alexandre Pato (aos 45'). A imprensa internacional destacou a volta do "futebol arte" da Seleção Brasileira, lembrando também da superioridade técnica do Brasil durante a partida.
Após a estreia, a seleção ficou sem jogar no mês seguinte, tendo que acatar um período de treinos em Barcelona, contra o Barcelona B, esse jogo-treino foi vencido por 3–0. Então, em outubro a seleção jogou contra o Irã, jogo vencido por 3–0 (gols de Daniel Alves, Pato e Nilmar), e contra a Ucrânia, novamente vencido por 2–0 (gols de Daniel Alves e Pato). Mano conseguiu três vitórias em suas três primeiras partidas, fato que não acontecia desde Carlos Alberto Parreira na década de 90.[carece de fontes?] A quarta partida da seleção sob o comando de Mano Menezes foi contra a Argentina, no dia 17 de novembro de 2010, no Qatar. Nessa ocasião, a defesa brasileira foi vazada pela primeira vez na derrota de 1–0.
Na primeira partida de 2011, em 9 de fevereiro, comandou a seleção na derrota por 1–0 contra a França. No sexto jogo da seleção pentacampeã do mundo, realizado em Londres no dia 27 de março, o Brasil venceu a Escócia por 2–0, com os dois gols da vitória marcados por Neymar. A seleção ainda jogou mais amistosos preparatórios para a Copa América, como o jogo contra os Países Baixos (0–0) e contra a Romênia (1–0), que marcou a despedida de Ronaldo. O Fenômeno, porém, não conseguiu marcar no jogo.
O primeiro torneio de Mano à frente da Seleção Brasileira foi a Copa América de 2011. Sua estreia oficial foi em um empate diante da Venezuela no Estádio Ciudad de La Plata pela Copa América de 2011. Em seguida empatou também contra o Paraguai (2–2). No entanto, no último jogo pela fase de grupos, contra o Equador, a Seleção conseguiu a vitória (4–2). Porém, nas quartas-de-final, a Seleção perdeu, nos pênaltis, para o Paraguai, após o empate sem gols.

### Demissão
O presidente da CBF, José Maria Marin, exigiu a convocação de Fred e Diego Cavalieri para o Superclássico das Américas de 2012. Mano acatou e conquistou o título, mas foi demitido após a competição.  Mano Menezes foi demitido pela Confederação Brasileira de Futebol (CBF) em 23 de novembro de 2012, após reunião entre o presidente da entidade José Maria Marin, o vice-presidente Marco Polo Del Nero e o diretor de seleções Andrés Sanches. A demissão do treinador, dada após bons resultados em amistosos (cinco vitórias e um empate entre setembro e novembro) e o título do Superclássico contra a Argentina, gerou grande polêmica na mídia esportiva geral, com muitos jornalistas afirmando ser esta uma decisão muito mais política do que propriamente técnica.

## Estatísticas

### Como treinador
Atualizadas até 4 de fevereiro de 2024.
| Clube                       | Jogos | Vitórias | Empates | Derrotas | Aproveitamento |
| --------------------------- | ----- | -------- | ------- | -------- | -------------- |
| Guarani-VA                  | 131   | 54       | 35      | 42       | 50.13%         |
| Brasil de Pelotas           | 8     | 5        | 1       | 2        | 66.67%         |
| Iraty                       | 6     | 1        | 1       | 5        | 22.22%         |
| 15 de Novembro              | 34    | 16       | 9       | 9        | 55.88%         |
| Caxias                      | 48    | 27       | 11      | 10       | 63.89%         |
| Grêmio                      | 169   | 89       | 35      | 45       | 59.57%         |
| Corinthians                 | 268   | 142      | 69      | 57       | 61.57%         |
| Seleção Brasileira          | 33    | 21       | 6       | 6        | 69.7%          |
| Seleção Brasileira Olímpica | 7     | 6        | 0       | 1        | 85.71%         |
| Flamengo                    | 22    | 9        | 6       | 7        | 50%            |
| Shandong Luneng             | 21    | 7        | 7       | 7        | 44.44%         |
| Cruzeiro                    | 235   | 112      | 69      | 54       | 57.45%         |
| Palmeiras                   | 20    | 11       | 5       | 4        | 63.33%         |
| Bahia                       | 24    | 8        | 2       | 14       | 36.11%         |
| Al-Nassr                    | 16    | 9        | 4       | 3        | 64.58%         |
| Internacional               | 82    | 40       | 29      | 13       | 60.6%          |
| Fluminense                  | 47    | 20       | 14      | 13       | 52.48%         |

## Jogos pela Seleção Brasileira

### Seleção Brasileira
| Nº   | Data            | Competição                 | Local                            |        | Placar   | Adversário           | Ref.          |      |
| 2010 | 2010            | 2010                       | 2010                             | 2010   | 2010     | 2010                 | 2010          | 2010 |
| ---- | --------------- | -------------------------- | -------------------------------- | ------ | -------- | -------------------- | ------------- | ---- |
| 1    | 10 de agosto    | Amistoso                   | East Rutherford (Estados Unidos) | Brasil | 2 – 0    | Estados Unidos       | [ 76 ]        |      |
| 2    | 7 de outubro    | Amistoso                   | Abu Dhabi (UAE)                  | Brasil | 3 – 0    | Irã                  | [ 76 ]        |      |
| 3    | 11 de outubro   | Amistoso                   | Derby (ING)                      | Brasil | 2 – 0    | Ucrânia              | [ 76 ]        |      |
| 4    | 17 de novembro  | Amistoso                   | Doha (QAT)                       | Brasil | 0 – 1    | Argentina            | [ 76 ]        |      |
| 2011 |                 |                            |                                  |        |          |                      |               |      |
| 5    | 9 de fevereiro  | Amistoso                   | Paris (FRA)                      | Brasil | 0 – 1    | França               | [ 77 ]        |      |
| 6    | 27 de março     | Amistoso                   | Londres (ING)                    | Brasil | 2 – 0    | Escócia              | [ 77 ]        |      |
| 7    | 4 de junho      | Amistoso                   | Goiânia (BRA)                    | Brasil | 0 – 0    | Países Baixos        |               |      |
| 8    | 7 de junho      | Amistoso                   | São Paulo (BRA)                  | Brasil | 1 – 0    | Romênia              |               |      |
| 9    | 3 de julho      | Copa América               | La Plata (ARG)                   | Brasil | 0 – 0    | Venezuela            | [ 78 ]        |      |
| 10   | 7 de julho      | Copa América               | Córdoba (ARG)                    | Brasil | 2 – 2    | Paraguai             | [ 78 ]        |      |
| 11   | 10 de julho     | Copa América               | Córdoba (ARG)                    | Brasil | 4 – 2    | Equador              | [ 78 ]        |      |
| 12   | 17 de julho     | Copa América               | La Plata (ARG)                   | Brasil | 0 – 0[a] | Paraguai             | [ 79 ] [ 80 ] |      |
| 13   | 10 de agosto    | Amistoso                   | Stuttgart (ALE)                  | Brasil | 2 – 3    | Alemanha             | [ 81 ]        |      |
| 14   | 5 de setembro   | Amistoso                   | Londres (ING)                    | Brasil | 1 – 0    | Gana                 | [ 82 ]        |      |
| 15   | 14 de setembro  | Superclássico das Américas | Córdoba (ARG)                    | Brasil | 0 – 0    | Argentina            | [ 83 ]        |      |
| 16   | 28 de setembro  | Superclássico das Américas | Belém (BRA)                      | Brasil | 2 – 0    | Argentina            | [ 83 ]        |      |
| 17   | 7 de outubro    | Amistoso                   | San José (CRC)                   | Brasil | 1 – 0    | Costa Rica           | [ 83 ]        |      |
| 18   | 11 de outubro   | Amistoso                   | Torreón (MEX)                    | Brasil | 2 – 1    | México               | [ 83 ]        |      |
| 19   | 11 de novembro  | Amistoso                   | Libreville (GAB)                 | Brasil | 2 – 0    | Gabão                | [ 83 ]        |      |
| 20   | 14 de novembro  | Amistoso                   | Doha (QAT)                       | Brasil | 2 – 0    | Egito                | [ 83 ]        |      |
| 2012 |                 |                            |                                  |        |          |                      |               |      |
| 21   | 28 de fevereiro | Amistoso                   | São Galo (SUI)                   | Brasil | 2 – 1    | Bósnia e Herzegovina | [ 83 ]        |      |
| 22   | 26 de maio      | Amistoso                   | Hamburgo (ALE)                   | Brasil | 3 – 1    | Dinamarca            | [ 83 ]        |      |
| 23   | 30 de maio      | Amistoso                   | Washington (EUA)                 | Brasil | 4 – 1    | Estados Unidos       | [ 83 ]        |      |
| 24   | 3 de junho      | Amistoso                   | Arlington (EUA)                  | Brasil | 0 – 2    | México               | [ 83 ]        |      |
| 25   | 9 de junho      | Amistoso                   | East Rutherford (EUA)            | Brasil | 3 – 4    | Argentina            | [ 83 ]        |      |
| 26   | 15 de agosto    | Amistoso                   | Solna (SUE)                      | Brasil | 3 – 0    | Suécia               | [ 83 ]        |      |
| 27   | 7 de setembro   | Amistoso                   | São Paulo (BRA)                  | Brasil | 1 – 0    | África do Sul        | [ 83 ]        |      |
| 28   | 10 de setembro  | Amistoso                   | Recife (BRA)                     | Brasil | 8 – 0    | China                | [ 83 ]        |      |
| 29   | 19 de setembro  | Superclássico das Américas | Goiânia (BRA)                    | Brasil | 2 – 1    | Argentina            | [ 83 ]        |      |
| —    | 3 de outubro    | Superclássico das Américas | Resistencia (ARG)                | Brasil | Canc     | Argentina            | [ 84 ]        |      |
| 30   | 11 de outubro   | Amistoso                   | Malmö (SUE)                      | Brasil | 6 – 0    | Iraque               | [ 83 ] [ 85 ] |      |
| 31   | 16 de outubro   | Amistoso                   | Wroclaw (POL)                    | Brasil | 4 – 0    | Japão                | [ 83 ]        |      |
| 32   | 14 de novembro  | Amistoso                   | New Jersey (EUA)                 | Brasil | 1 – 1    | Colômbia             | [ 83 ]        |      |
| 33   | 21 de novembro  | Superclássico das Américas | Buenos Aires (ARG)               | Brasil | 1 – 2[b] | Argentina            | [ 86 ]        |      |

Legenda:      Vitórias —      Empates —      Derrotas
a. ^ O Brasil, após o empate no tempo normal e na prorrogação, foi eliminado nas quartas-de-final da Copa América na disputa por pênaltis por 2 a 0 (após perder as quatro cobranças de pênaltis).
b. ^ O Brasil, após a derrota no tempo normal, foi campeão do Superclássico da Américas na disputa por pênaltis por 4 a 3.

### Seleção Brasileira olímpica
| Nº | Data         | Competição              | Local                |        | Placar | Adversário    | Ref.   |
| -- | ------------ | ----------------------- | -------------------- | ------ | ------ | ------------- | ------ |
| 1  | 26 de julho  | Londres 2012, grupo C   | Coventry (GBR)       | Brasil | 3 – 2  | Egito         | [ 87 ] |
| 2  | 29 de julho  | Londres 2012, grupo C   | Old Trafford (GBR)   | Brasil | 3 – 1  | Bielorrússia  | [ 88 ] |
| 3  | 1 de agosto  | Londres 2012, grupo C   | St James' Park (GBR) | Brasil | 3 – 0  | Nova Zelândia | [ 89 ] |
| 4  | 4 de agosto  | Londres 2012, quartas   | St James' Park (GBR) | Brasil | 3 – 2  | Honduras      | [ 90 ] |
| 5  | 7 de agosto  | Londres 2012, semifinal | Old Trafford (GBR)   | Brasil | 3 – 0  | Coreia do Sul | [ 91 ] |
| 6  | 11 de agosto | Londres 2012, final     | Londres (GBR)        | Brasil | 1 – 2  | México        | [ 92 ] |

## Títulos
Grêmio
- Campeonato Brasileiro - Série B: 2005
- Campeonato Gaúcho: 2006 e 2007
- Recopa Gaúcha 2025

Corinthians
- Campeonato Brasileiro - Série B: 2008
- Campeonato Paulista: 2009
- Copa do Brasil: 2009

Cruzeiro
- Copa do Brasil: 2017 e 2018
- Campeonato Mineiro: 2018 e 2019

Seleção Brasileira
- Jogos Olímpicos: medalha de prata (Londres 2012)[93]

### Prêmios individuais
- Troféu Guará para o Melhor Treinador do ano: 2018
- Troféu Globo Minas para o Melhor Treinador do Campeonato Mineiro: 2019